# Silvia Reuvekamp
Silvia Reuvekamp (* 1972 in Düren) ist eine deutsche Germanistin, Mediävistin und Hochschullehrerin.

## Leben
Nach dem Studium der Fächer Germanistik und Mathematik an der RWTH Aachen, dem ersten Staatsexamen 1997 für das Lehramt Sek. I und II, der Promotion 2003 an der Ruhr-Universität Bochum mit der Dissertation Sprichwort und Sentenz im narrativen Kontext : ein Beitrag zur Poetik des höfischen Romans und der Habilitation 2016 an der Heinrich-Heine-Universität Düsseldorf ist sie seit 2018 W3-Professorin für Deutsche Philologie (Literatur des Mittelalters) am Germanistischen Institut der WWU Münster.
Reuvekamp ist Prodekanin in der WWU Münster für Digitalisierung und Entwicklung neuer Lehrformate im Dekanat des Fachbereichs Philologie.

## Schriften (Auswahl)
- Sprichwort und Sentenz im narrativen Kontext. Ein Beitrag zur Poetik des höfischen Romans. Berlin 2007, ISBN 3-11-019157-1 (zugleich phil. Diss. Ruhr-Universität Bochum).
- mit Elizabeth Andersen, Ricarda Bauschke-Hartung und Nicola McLelland (Hg.): Literarischer Stil. Mittelalterliche Dichtung zwischen Konvention und Innovation. XXII. Anglo-German Colloquium Düsseldorf. Berlin 2015, ISBN 3-11-034471-8.